# فیلیپ بوروسکی
فیلیپ بوروسکی (انگلیسی: Filip Borowski؛ زادهٔ ۶ اکتبر ۲۰۰۳) بازیکن فوتبال اهل لهستان است که در حال حاضر به صورت قرضی از لخ پوزنان برای باشگاه فوتبال وارتا پوزنان بازی می‌کند.
از باشگاه‌هایی که در آن بازی کرده است می‌توان به باشگاه فوتبال لخ پوزنان و باشگاه فوتبال وارتا پوزنان اشاره کرد.
وی همچنین در تیم‌های ملی فوتبال زیر ۱۹ سال لهستان و زیر ۲۰ سال لهستان بازی کرده است.